# 平瀬美紀
平瀬美紀（ひらせ みき、1985年1月18日 - ）は、鹿児島県出身の脚本家、演出家、俳優。
身長160cm、血液型はB型、あだ名は「みっちょり。」資格：書道 高等師範、弓道 弐段　趣味：絵を描くこと 特技：書道・弓道

## 出演

### 舞台
- 演劇集団池の下プロデュース公演「大山デブコの犯罪」作：寺山修司 演出：長野和文
- 現代制作舎＋グループ虎プロデュース公演「ストリッパー物語」作：つかこうへい 演出：高橋征男
- 現代制作舎プロデュース公演「熱海殺人事件ザ・ロンゲスト・スプリング〜蛍が帰ってくる日〜」作：つかこうへい 演出：佐藤秀一 ※演出助手として参加。
- Air studioプロデュース公演「プレイス」作：藤森一朗 演出：三好忠幸
- 草薙良一プロデュース公演「片岡歌衛門一座物語 心の旅路編」上演台本：なぎプロ 演出：高橋征男
- HOTROAD★TRAIN Vol.3「デビルマン〜不動を待ちながら〜」脚本：じんのひろあき 脚色・演出：宇治川まさなり
- 演劇ユニット3LDKプロデュース公演「おい!オヤジ。」 脚本・演出：佐藤秀一
- a落花生MOON第11回公演「ホット・スポット・ユニヴァース」脚本：前橋由起子 演出：石塚喜之
- 演劇ユニット3LDKプロデュース公演「ホテルthe寿」脚本・演出：佐藤秀一
- LIVEDOG PRODUCE Vol.1「透明人間レディ」脚本：石山英憲 演出：宇治川まさなり
- HOTROAD第15回本公演「さよならの終わりに、あの風を灼こう」脚本：原田佳夏 演出：金佑宜
- 演劇ユニットand so on 「しあわせの支度」作・演出：佐藤秀一
- Func A ScamperS 009 #4「君の先」作・演出：三浦香
- 梶組ワンナイトシアター・リボーン「帰れない3人〜完全版」脚本：小林英造 演出：梶研吾
- 演劇ユニット3LDKプロデュース公演「曇天さん」脚本：佐藤秀一 演出：上田裕之
- Func A ScamperS 009 #8「be-BLUE」作・演出：三浦香
- ソラリネ。#07「しあわせの支度」作：佐藤秀一　演出：加藤真紀子

### テレビ
- 月曜エンタぁテイメント（テレビ東京）
- 金曜エンタテイメント「浅見光彦シリーズ 第22弾「首の女」殺人事件」（フジテレビ）
- 土曜ワイド劇場「隠蔽捜査2」（テレビ朝日）
- めらきら☆パーティー（KBS京都）
- 七人の女弁護士（テレビ朝日）
- 読売テレビ開局50周年記念ドラマ「さくら道」（読売テレビ）
- 勇者ヨシヒコと魔王の城（テレビ東京）
- 花嫁のれん（東海テレビ）
- 山村美紗サスペンス「赤い霊柩車28」（フジテレビ）
- ドラクロア 第3シリーズ #10（NHK）
- 木曜ドラマ「おトメさん」第6話（テレビ朝日）
- 青山ワンセグ開発 プレゼント★モブ（NHK）
- 木曜ドラマ「緊急取調室」第1話（テレビ朝日）

### 映画
- 現代制作舎プロデュース「ギャラリー」
- サムライプリンセス〜外道姫〜（原作・監督：梶研吾）
- Girl's Life（監督：大塚祐吉）

### CM
- ネピア　ウェットントン

### WEB
- Web an
- JS日本の学校職業案内「検察事務官篇」
- 映画「ICHI」PR

### ナレーション
- 千葉テレビ　特別番組「勝浦大漁まつり」
- OTA!いちおしグルメ　（2011年〜2013年）

### ラジオ
- KBS京都「Party×Party」ゲスト出演

### その他
- 奈良MOAワークショップ公演参加